# Hélène Boucher
Hélène Boucher (født 23. maj 1908 i Paris, død 30. november 1934 i Guyancourt) var en fransk pilot. Hun er mest kendt for at have sat flere fartrekorder. Men hun huskes også for sin kamp for kvinders stemmeret.

## Biografi

### Ungdom
Hélène Antoinette Eugénie Boucher var datter den parisiske arkitekt Léon Boucher og Élisabeth Hélène Dureau. Som barn fik hun øgenavnet "Léno", som er et anagram af dels hendes fars navn Léon og dels hendes brors fornavn Noël, navnet beholdt hun livet ud. Under 1. verdenskrig forlod hun, sammen med sin familie Paris. På familiens ejendom i Yermenonville, i Eure-et-Loir samlede hun på billeder af krigsflyverne og på artikler om fly. Efter hjemkomsten til familiens lejlighed i 169, rue de Rennes i Paris, startede hun i gymnasiet lycée Montaigne, derefter startede hun på sin videregående uddannelse på collège Sévigné, her mødte hun sin fortrolige veninde Dolly Van Dongen, der var datter af maleren Kees van Dongen.
Hun besluttede sig for at ville være pilot som en slags hævn, for at en af hendes brors venner Jean Hubert var død mens han var pilot på prøve. Hun blev herefter elev hos den franske pilot Henri Farbos, der grundlagde flyveklubben i Landes de Mont-de-Marsan i 1928). Hun fik sin luftdåb den 4. juli 1930 i en alder af 22 år.

### Piloten
Hun afsluttede sit første kursus i marts 1931 og fik diplom som privatpilot den 21. juni 1931, herefter fik hun, efter at have akkumuleret 100 flyvetimer og gennemført en natflyvning, diplom som trafikpilot i juni 1932 (hun blev dermed den fjerde franske kvinde, der opnåede dette efter
Adrienne Bolland, Maryse Bastié og Maryse Hilsz). Herefter købte hun en lille flyvemaskine. I juli 1932 deltog hun i rallyet Caen - Deauville. Hendes flyvemaskine, som var dårligt forberedt, fik motorstop, hvilket betød at hun måtte foretage en nødlanding i nogle træer, hun slap selv helskindet fra det. Hændelsen fik hende ikke til at stoppe med at deltage i lignende begivenheder. I begyndelsen af 1933 deltog hun i konkurrencen Paris - Saigon og i juli samme år i 12-timers konkurrencen i Angers (med Edmée Jarlaud som passager, hvor hun sluttede på en 14. plads i det samlede resultat og på 1. pladsen blandt kvinderne). Den 2. august samme år satte hun sin første verdensrekord i kategorien for højeste højde for kvinder i et let fly af kategori 2, ved at nå op i 5.900 meters højde i sin Mauboussin 60CV.
I september 1933 kastede hun sig over luftakrobatikken. Hendes træner Michel Détroyat, udtalte at: «Om få måneder er hun den bedste luftakrobat i verden ! ».
I 1934 gik hun sammen med de andre kvindelige piloter Maryse Bastié og Adrienne Bolland ind i den feministisk kamp  og blev involveret i kampen for kvinders valgret i Frankrig  hvor hun kæmpede sammen med Louise Weiss.
I juni 1934 underskrev Hélène Boucher en kontrakt med firmaet Caudron-Renault. Det var François Lehideux, daværende chef for Renault, der havde besluttet sig for at teste brugbarheden af sine produkter. Med denne kontrakt sikrede Hélène sig udover en fast indtægt også en finansiel uafhængighed og adgang til den nyeste teknik.
Den 8. juli 1934 sluttede hun på andenpladsen i 12 Heures d'Angers. Hun havde selv fløjet sin Caudron-Rafale i alle 12 timer, mens vinderne Lacombe og Trivier, havde skiftedes. Undervejs slog hun verdensrekorden for 1.000 km for lette fly.
En måned senere, den 8. august, slog hun endnu en verdensrekord, da hun i et Caudron-Renault monoplan med 140 HK, slog rekorden for 100 km med en hastighed af 412 km/h og rekorden på 1.000 km med en gennemsnitshastighed på 409 km/h (Maurice Arnoux havde den gamle rekord med 393 km/h). Den 11. august blev hun verdens hurtigste kvinde med 445 km/h.
Det var på denne tid at hun reklamerede for Renaults prestige sportsvogn den 6 cylindrede Vivasport. Det var chefen for udviklingskontoret i Caudron-Renault der havde udtænkt Caudron Rafale Marcel Riffard, der havde designet Renault Viva Grand Sport (som blev kaldt « Vivastella Grand Sport » før 1935).

### Dødsulykken
Den 30. november 1934, døde Hélène Boucher under en træningsflyvning ved aérodrome de Guyancourt da hun fløj en Caudron C.430
Rafale. Samtidens medier spekulerede i et tab af fart under landingen og en mulig forglemmelse af at styregrejerne virkede omvendt: flyet styrtede i hvert fald ned i træerne i skoven "Croix du Bois" ved Magny-les-Hameaux og blev smadret tæt på "La route de la Butte aux Chênes" ved Brouessy, ikke langt fra flyveren Henri Farmans hjem (en lille sten markerer stedet i dag). Det var piloterne Raymond Delmotte, Fouquet og Goury, der ankom som de første til ulykkesstedet. Hélène Boucher blev, hårdt såret, overført til hospitalet i Versailles, men hun døde i ambulancen på vej dertil.

## Eftermæle
- I 1934, blev hun tildelt Prix Monique Berlioux af Académie des sports, i sin egenskab af den mest betydningsfulde sportskvinde i det forløbne år.
- Hendes begravelse fandt sted fra kirken Saint-Louis-des-Invalides hvor hendes kiste stod til lit-de-parade i to dage. Hun blev den første kvinde, der modtog denne ære.
- Hélène Boucher blev posthumt tildelt Æreslegionen[6] med følgende begrundelse:

| « Flyver: 3 års professionelt virke. » « Pilot af højeste grad, der har virket for fransk flyvning med en særlig glød og med en velovervejet frækhed. » « Har givet alt af sig selv i løbet af sin korte karriere. » « Vinder af utallige konkurrencer og indehaver af seks rekorder for Frankrig, herunder særligt hastighedsverdensrekorden i alle kategorier på distancen 1.000 km med 409 km/h. » « Har givet sit liv til en sag som hun modigt har forsvaret. » « Har fået en Citation à l'ordre de la Nation. » |
Hun hviler på kirkegården i Yermenonville, i Eure-et-Loir hvor hun tilbragte sin ungdom.
- I årene efter hendes død (i hvert fald i 1935 og 1936), bar en flyvekonkurrence hendes navn: "La coupe Hélène Boucher" (vundet af Maryse Hilsz de to første år)[7].
- Det franske postvæsen udsendte i 1972, et frimærke med Hélène Boucher og Maryse Hilsz (Prix Monique Berlioux de l'Académie des sports i 1936).
- Utallige offentlige veje og etablissementer over hele Frankrig bærer hendes navn
- En statue af hende, udført af kunstneren Camille Toutée Bonhomme, blev indviet den 30. november 2014 i Voisins-le-Bretonneux.